# Джордж, Гарольд (генерал)
Гарольд Ли Джордж (англ. Harold Lee George; 19 июля 1893 — 24 февраля 1986) — американский генерал известный тем, что сформировал и внедрил концепцию высокоточных бомбардировок. Сторонник теории бомбардировок промышленных центров. Преподавал в Тактической школе авиакорпуса (ACTS) и оказал влияние на группу лётчиков, прошедших через школу, которые оказали сильное влияние на развитие авиации США во время и после Второй мировой войны. Его называли лидером «бомбардировочной мафии», выступавшей за создание соединения тяжёлых бомбардировщиков. Внёс вклад в формирование стратегии применения бомбардировщиков.
Во время Второй мировой войны возглавил авиатранспортное командование ВВС США, превратив его из группы 130 устаревших самолётов в 3000 современных транспортников, которыми управляли 300 000 лётчиков. После войны помог компании Hughes Aircraft стать прибыльной и дважды был избран мэром Беверли-Хиллз (штат Калифорния).